# Newark Americans
Newark Americans foi um clube de futebol norte-americano com sede em Newark, Nova Jérsei. Entre 1930 e 1932, disputou a American Soccer League.

## Estatísticas

### Participações
|  | Participações em 2020 |

| Competição     | Competição             | Temporadas | Melhor campanha       | Estreia | Última | P | R |
| Estados Unidos | American Soccer League | 3          | Terceiro Lugar (1930) | 1930    | 1932   |   | – |